# Cámara de Cuentas de Andalucía

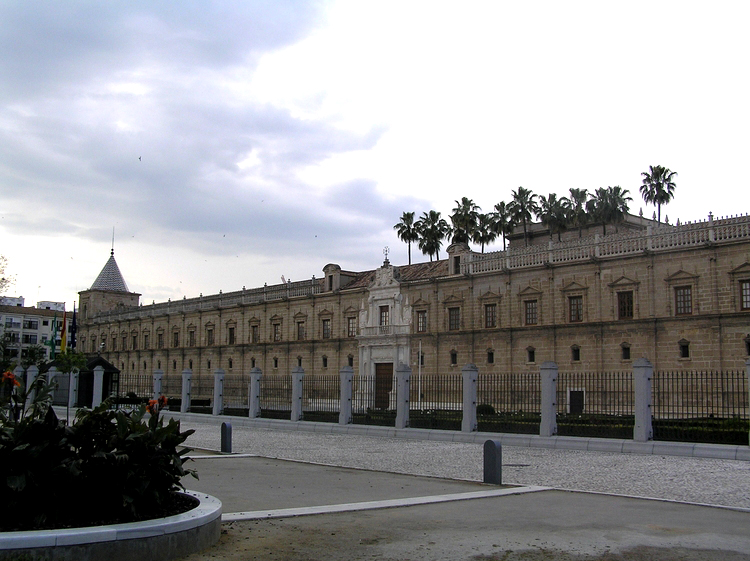
Edificio que hospeda el Parlamento de Andalucía y la Cámara de Cuentas de Andalucía

La Cámara de Cuentas de Andalucía es creada por la necesidad de un órgano que fiscalice la gestión financiera, contable y económica de los fondos públicos en toda la comunidad autónoma de Andalucía. Los fondos públicos son todos aquellos que gestiona el sector público, incluyéndose todas las subvenciones, préstamos, avales y ayudas o similares concedidas por el sector público a cualquier persona física o jurídica, pública o privada.

## Creación y sede social
La Cámara de Cuentas de Andalucía se crea por la Ley 1/1988 de 17 de marzo, de la Cámara de Cuentas de Andalucía, que también regula su estructura y composición. La creación de este organismo no tiene un antecedente en la Comunidad Autónoma por lo que su configuración legal está influenciada por la del otros organismos fiscalizadores y, sobre todo, por la del Tribunal de Cuentas de España.
Tiene su sede social en el Parlamento de Andalucía, antiguo Hospital de las Cinco Llagas, en la calle Don Fadrique s/n, en Sevilla.
Se trata de un órgano técnico, independiente y externo. Es independiente para evitar que un control político corrompa los objetivos de un control eficaz, es decir, para evitar la corrupción y si bien sus consejeros son nombrados por el Parlamento andaluz cada 6 años es precisa una mayoría de 3/5, lo que suele conllevar el acuerdo en el nombramiento de una fuerza política.

## Organización y funcionamiento
En principio se trata de que el ciudadano perciba que existe un control eficaz sobre las organizaciones públicas en Andalucía al margen de los sistemas de partidos o del gobierno.  A la Cámara de Cuentas le corresponde un análisis del modo en que se lleva a cabo la gestión en la Comunidad Autónoma y eso incluye también un control a sí misma y a sus propios mecanismos de control.
La Cámara de Cuentas de Andalucía realiza informes para transmitírselos al Parlamento con su labor fiscalizadora de cada organización, explicando las infracciones, abusos o prácticas irregulares detectadas y las medidas correctoras aconsejables para la mejor gestión económica y financiera de las organizaciones que han sido fiscalizadas. Dicho informe puede contener indicios de que existe responsabilidad contable o puede constar que, por petición del Ministerio Fiscal, se exprese que hay hechos de los que se puede derivar la existencia de este tipo de responsabilidad, llevándose estos hechos a la Sección de Enjuiciamiento del Tribunal de Cuentas.
La responsabilidad contable se caracteriza por un daño o menoscabo que se produce en los fondos públicos y puede ser consecuencia de acciones u omisiones contrarias a las leyes reguladoras del régimen presupuestario y de contabilidad que resulte aplicable a las entidades de Sector Público de las personas que tienen a su cargo dichos fondos públicos, es decir, los funcionarios o los empleados públicos, así como las personas que han recibido subvenciones o ayudas. Esto último es conforme al artículo 49 de la Ley 7/1988, de 5 de abril, de Funcionamiento del Tribunal de Cuentas.
Las Actuaciones Previas terminan con la liquidación provisional del alcance donde figuran los resultados obtenidos y se comunican a los interesados, para que tengan intactos sus derechos a la defensa y seguridad jurídica. Si la liquidación provisional es negativa es que no se aprecia responsabilidad jurídica, y si es positiva si se observa y se procede al aseguramiento de dicho importe provisional mediante depósito o afianzamiento de embargo. La liquidación provisional sirve para preparar el proceso judicial donde se plantea la responsabilidad contable.
En el caso del que el Tribunal de Cuentas confirmase estos indicios, la comisión de Gobierno del Tribunal dicta una resolución al iniciar instrucción de lo que se viene a denominar Actuaciones Previas. Las Actuaciones Previas son la fase de investigación de los hechos para decidir previamente y provisionalmente, y sin ningún carácter vinculante para las partes que pudieran ser procesadas o para la jurisdicción contable, acerca de si las presuntas irregularidades tienen indicios de alcance o malversación contable.
Es importante tener en cuenta que no se trata de un organismo que controle exclusivamente la Junta de Andalucía, aunque opere a nivel autonómico. Naturalmente, ejerce un control sobre la actividad de la Junta de Andalucía, pero también sobre las empresas públicas y organismos autónomos que dependen de ella así como los Ayuntamientos y las empresas y organismos que dependen de ellos. También ejercen control sobre la Cámara de Comercio de Andalucía, aunque esta va a ser pronto privatizada, y sobre las 10 universidades públicas andaluzas.
La función fiscalizadora está organizada en Departamentos. El trabajo lo ejecuta una plantilla especializada en materias relacionadas con la auditoría y control de los fondos públicos. Esta plantilla se selecciona conforme al régimen general de la Función Pública. Todos los trabajos se realizan bajo la dirección de los Consejeros.
La Cámara está compuesta por una serie de órganos. El Pleno es un órgano colegiado de la Cámara de Cuentas compuesto por siete Consejeros, designado por el Parlamento autonómico mediante votación, por mayoría de tres quintos. Posteriormente, estos consejeros eligen a la persona titular de la Presidencia y de la Vicepresidencia. Los consejeros se encargarán de controlar y dirigir los Departamentos.
El Parlamento de Andalucía es asesorado por la Cámara de Cuentas. Dicha Cámara, en colaboración con el Tribunal de Cuentas, puede desarrollar actuaciones fiscalizadoras específicas e instruir procedimientos jurisdiccionales de responsabilidad contable.

## Plan anual
La Cámara de Cuentas de Andalucía, para llevar a cabo sus actuaciones, primero las planifica anualmente en un plan que debe ser aprobado por el Pleno. La idea de hacer el plan es abarcar todos los organismos y servicios de la Comunidad Autónoma ateniendo, no ya solamente a la legalidad y regularidad de las cuentas de estas organizaciones, sino a medir su eficacia y su eficiencia a la hora de la gestión, que también es algo establecido legalmente a un nivel incluso constitucional.